# Eyes of Silver
«Eyes of Silver» es una canción compuesta por Tom Johnston e interpretada por la banda estadounidense The Doobie Brothers. Fue publicada el 26 de junio de 1974 como el segundo sencillo de su cuarto álbum de estudio, What Were Once Vices Are Now Habits.

## Recepción de la crítica
Un escritor no especificado de Record World declaró: “Fuera de «Another Park» y de regreso a su ritmo de folk-rock, encajando más fácilmente en su bolsa de «Listen to the Music». El sonido podría convertir "Silver" en oro”.

## Lista de canciones
7-inch single – Warner Bros. WB 7832
1. «Eyes of Silver» – 2:47
2. «You Just Can't Stop It» – 3:28

## Posicionamiento
| Gráfica (1974)                            | Pico de posición |
| ----------------------------------------- | ---------------- |
| Estados Unidos (Billboard Hot 100)        | 52               |
| Estados Unidos (Cash Box Top 100 Singles) | 43               |